# الأكاديمية الملكية المغربية للدبلوماسية
الأكاديمية المغربية للدراسات الدبلوماسية، والتي أعطى الملك محمد السادس انطلاقة تكوين الفوج الأول بها بجامعة الأخوين بإفران، تهدف إلى النهوض بالديبلوماسية المغربية وإعادة تأهيلها.
يذكر أن جامعة الأخوين ستحتضن مؤقتا الأكاديمية المغربية للدراسات الدبلوماسية في انتظار بناء مقر مستقل لها.
وقد استوحيت برامج التكوين في الأكاديمية المغربية للدراسات الدبلوماسية من تجارب رائدة في هذا المجال خصوصا في المملكة المتحدة وفرنسا وإسبانيا وكندا والهند والبرازيل والمملكة الأردنية ومالطا.
وتتوفر الأكاديمية على قاعات للدراسة والقراءة وأخرى للمعلوميات وفضاءات للعمل الجماعي ومختبرات كما ستستفيد من كافة مرافق جامعة الأخوين وخصوصا خزانة محمد السادس.